# Embaixada de Israel em Brasília
A Embaixada da Israel em Brasília é a principal representação diplomática israelense no Brasil. Em agosto de 2021, o embaixador Daniel Zohar Zonshine apresentou suas credenciais ao Secretário-Geral do MRE e assumiu oficialmente o posto na embaixada israelense em Brasília, onde ele já havia servido, na função de conselheiro, entre 1998 até 2002. 
Está localizada na Avenida das Nações, na quadra SES 809, Lote 38, no Setor de Embaixadas Sul, na Asa Sul. A embaixada foi projetada pelo arquiteto brasileiro David Resnik.

## História

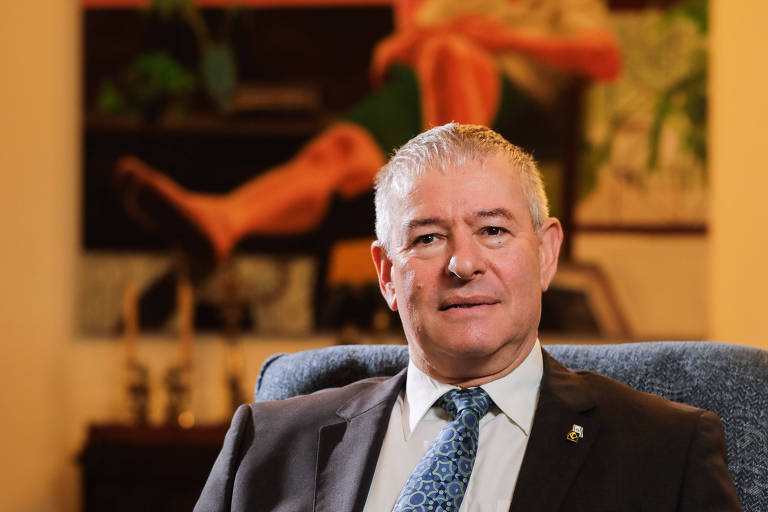
Daniel Zohar Zonshine, atual embaixador de Israel no Brasil

Na época da construção de Brasília, Israel tinha sua representação no Rio de Janeiro, aberta em 1951 como escritório e elevada a embaixada em 1958. Assim como outros países, Israel recebeu de graça um terreno no Setor de Embaixadas Sul, medida que visa a instalação mais rápida das representações estrangeiras na nova capital. Em 1964, os israelenses se transferem para Brasília, com o então Embaixador de Israel Yossef Nahmias recebendo oficialmente da cidade o o lote 38 na Avenida das Nações para a construção da futura sede da Embaixada. Porém, as obras ainda levariam alguns anos.
Apenas em em 9 agosto de 1973 foi lançada a pedra fundamental da embaixada em Brasília, numa cerimônia com a presença do Ministro das Relações Exteriores de Israel, Abba Eban, e do Governador do Distrito Federal, Coronel Hélio Prates da Silveira. O projeto ficou a cargo do brasileiro David Resnik, que havia se mudado para a Palestina em 1947, seguindo tendências da arquitetura moderna em conjunto com traços e elementos da arquitetura típica do país representado, tal qual outras embaixadas construídas no período na linha do regionalismo crítico. O prédio é formado por uma construção baixa, de apenas um andar, inspirada na forma de uma cruz grega (de lados iguais), colocada em um ângulo sobre outra cruz grega. A embaixada foi finalizada em 1977, após três anos de obras.
O atual embaixador do país é Daniel Zohar Zonshine, diplomata de carreira, foi Chefe de Programas no Exterior do Mashav e embaixador em Myanmar (2014-2018). Antes disso, foi cônsul-geral em Mumbai, na Índia (2005-2008), e  já trabalhou em Brasília, na função de conselheiro da embaixada de Israel no Brasil de 1998 até 2002. O embaixador é fluente em hebraico, inglês e fala português, tem mestrado em estudos de Defesa pela Universidade de Haifa e graduação em arqueologia pela Universidade de Bar Ilan.

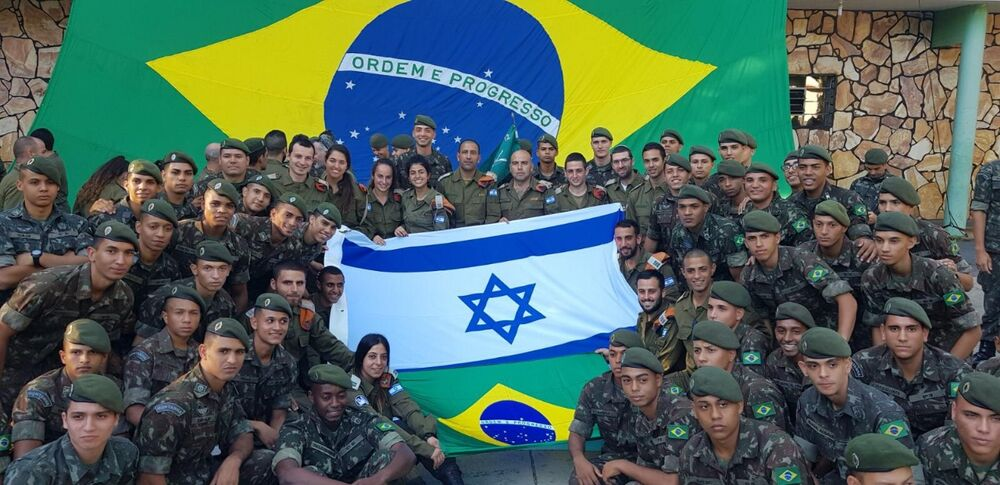
Militares de Brasil e Israel que participaram da operação de resgate em Brumadinho, em janeiro de 2019.

## Serviços

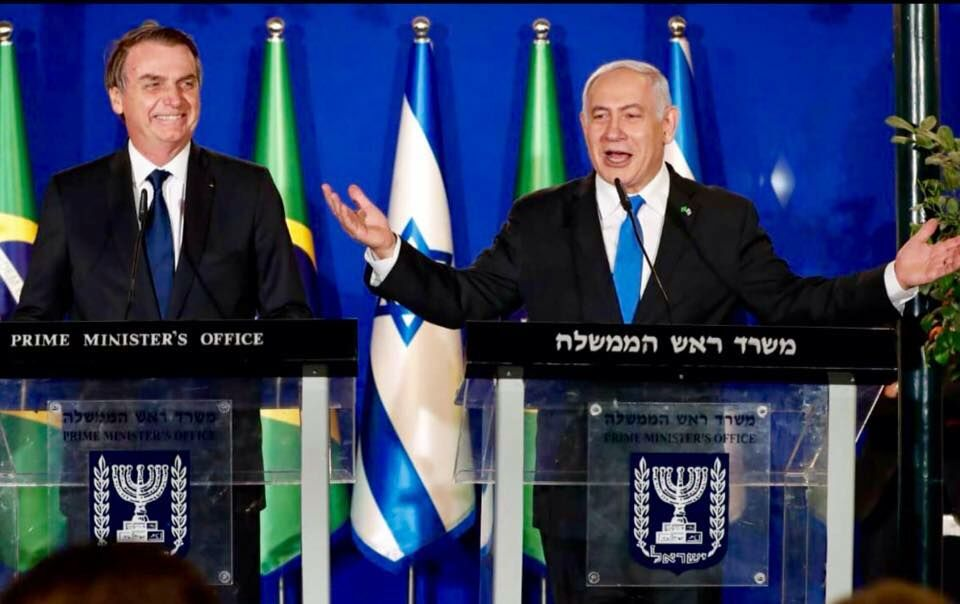
Presidente Jair Bolsonaro discursa ao lado de Benjamin Netanyahu em visita a Israel em março de 2019

A embaixada realiza os serviços protocolares das representações estrangeiras, como o auxílio aos israelenses que moram no Brasil e aos visitantes vindos de Israel e também para os brasileiros que desejam visitar ou se mudar para o país. Existem atualmente cerca de 120 mil judeus no Brasil e mais de 25 mil brasileiros em Israel, que também recebe grande fluxo turístico, em especial para as partes sagradas para as religiões abraâmicas.
Além da embaixada de Brasília, Israel conta com mais um consulado geral na cidade de São Paulo, onde também mantém um escritório de turismo e um dos dois escritórios econômicos no Brasil, o outro no Rio de Janeiro. O consulado paulistano sempre foi considerado muito influente sobre a embaixada, devido a presença de grande comunidade judaica na cidade. Ainda há dois consulados honorários, em Minas Gerais e no Rio de Janeiro.
Outras ações que passam pela embaixada são as relações diplomáticas com o governo brasileiro nas áreas política, econômica, cultural e científica. Os governos dos dois países se aproximaram nos últimos vinte anos, apesar de momentos de discordância quanto a assuntos polêmicos como o reconhecimento da Palestina em 2010. A política do presidente Luiz Inácio Lula da Silva colocava o Oriente Médio como prioridade externa, o que levou a aproximação com todos os países da região, incluindo Israel.
Israel e Brasil mantém forte cooperação nas áreas de educação, da agricultura, da saúde, de segurança e armamento, de pesquisa científica industrial e aduaneira, jurídica, de turismo e de cooperações técnicas em geral. Mais de 150 empresas israelenses estão no Brasil. O país também contribui com ajuda em desastres e mediação em eventos diplomáticos, além de realizar eventos de promoção a cultura israelense.
O embaixador Daniel Zohar Zonshine tem tido um papel importante ao desmentir comparações infundadas e apologistas do fascismo. Essas têm sido feitas por políticos brasileiros, tais como o presidente Jair Bolsonaro, e propagadores de inverdades na internet. Conforme disse o embaixador em entrevista de fevereiro de 2022, ""Dar legitimidade para a ideologia nazista é uma coisa grave. É uma coisa perigosa e já vimos no passado que ideologias podem passar para ações".